# Earl of Munster

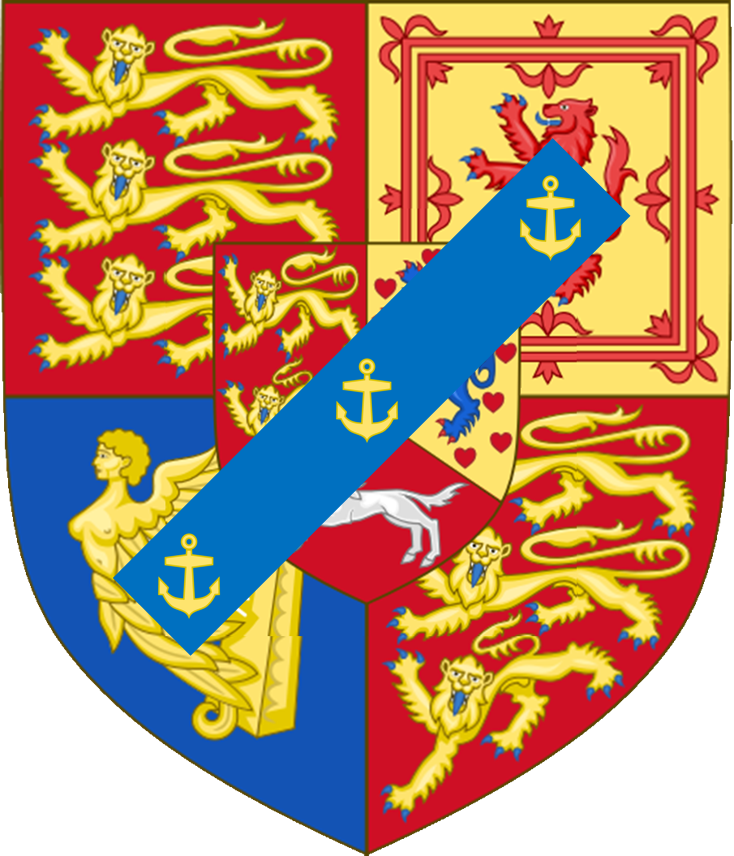
Wappen der Earls of Munster

Earl of Munster war ein erblicher britischer Adelstitel der nach der historischen irischen Provinz Munster benannt ist. Er wurde zweimal verliehen und ist zuletzt im Jahr 2000 erloschen.

## Verleihungen

### Erste Verleihung
Die erste Verleihung des Titels erfolgte 1789 in der Peerage of Ireland an Prinz William, den dritten Sohn König Georgs III. Der Titel wurde gleichzeitig mit dem eines Dukes of Clarence and St Andrews in der Peerage of Great Britain verliehen und war diesem nachgeordnet. Prinz William wurde 1830 als Wilhelm IV. zum König gekrönt, worauf hin seine Titel mit der Krone verschmolzen.

### Zweite Verleihung
Die zweite Verleihung erfolgte 1831 durch denselben Wilhelm IV. an seinen ältesten illegitimen Sohn, George FitzClarence, in der Peerage of the United Kingdom. Die Verleihung erfolgte mit dem Zusatz, dass der Titel auch an Georges Brüder Frederick, Adolphus und Augustus, sowie deren männliche Nachkommen vererbt werden könne. Der Titel erlosch im Jahr 2000, beim Tod des 7. Earls.

## Nachgeordnete Titel
Zusammen mit der zweiten Verleihung des Earlstitels wurden 1831 die nachgeordneten Titel Viscount FitzClarence und Baron Tewkesbury, in the County of Gloucester, geschaffen. Beide Titel gehörten ebenfalls zur Peerage of the United Kingdom. Der Viscounttitel wurde vom jeweiligen Titelerben als Höflichkeitstitel geführt.

## Weitere Titel
Am 18. Juli 1716 wurde Melusine von der Schulenburg, der Mätresse König Georgs I., der Titel Duchess of Munster mit den nachgeordneten Titeln Marchioness of Dungannon, Countess of Dungannon und Baroness Dundalk in der Peerage of Ireland verliehen. Die Titel waren als Life Peerage ausgestaltet und erloschen entsprechend bei ihrem Tod im Jahr 1743.

## Liste der Earls of Munster

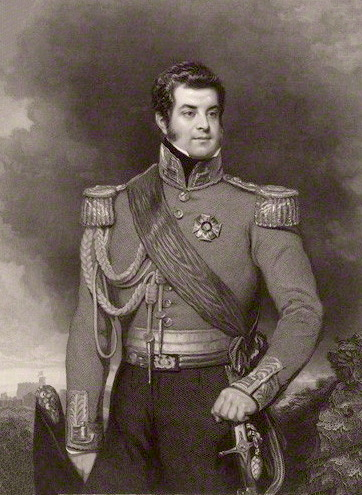
George FitzClarence, 1. Earl of Munster

### Earls of Munster, erste Verleihung (1789)
- Prince William, 1. Duke of Clarence and St Andrews, 1. Earl of Munster (1765–1837) (Titel 1830 mit Krone verschmolzen)

### Earls of Munster, zweite Verleihung (1831)
- George Augustus Frederick FitzClarence, 1. Earl of Munster (1794–1842)
- William George FitzClarence, 2. Earl of Munster (1824–1901)
- Geoffrey George Gordon FitzClarence, 3. Earl of Munster (1859–1902)
- Aubrey FitzClarence, 4. Earl of Munster (1862–1928)
- Geoffrey William Richard Hugh FitzClarence, 5. Earl of Munster (1906–1975)
- Edward Charles FitzClarence, 6. Earl of Munster (1899–1983)
- Anthony Charles FitzClarence, 7. Earl of Munster (1926–2000)